# Міікка Тойвола
Міікка Тойвола (фін. Miikka Toivola, 11 липня 1949, Порі — 26 січня 2017) — фінський футболіст, що грав на позиції півзахисника за клуби «ГІК» і «ТПС», у складі кожного з яких по два рази вигравав чемпіонат Фінляндії, а також за національну збірну Фінляндії. Двічі визнавався Футболістом року у Фінляндії.
По завершенні ігрової кар'єри — тренер.

## Клубна кар'єра
Починав грати у футбол за команду «ПіТУ» (Порі).
Протягом 1969—1972 років захищав кольори клубу «ТПС», у складі якого двічі поспіль, у 1971 і  1972 роках, вигравав футбольну першість Фінляндії. 1972 року був визнаний Футболістом року у Фінляндії за обома версіями, за результатами опитування журналістів і за версією футбольної асоціації.
1973 року перейшов до клубу «ГІК», за який відіграв сім сезонів. За цей час ще двічі виборював титул чемпіона Фінляндії. Завершив професійну кар'єру футболіста виступами за команду «ГІК» у 1980 році. 1978 року удруге визнавався найкращим гравцем країни на думку футбольної асоціації.

## Виступи за збірну
1968 року дебютував в офіційних матчах у складі національної збірної Фінляндії.
Загалом протягом кар'єри у національній команді, яка тривала 13 років, провів у її формі 62 матчі, забивши 4 голи.

## Кар'єра тренера
Невдовзі по завершенні кар'єри гравця, 1982 року, очолював тренерський штаб клубу «ГІК».
Помер 26 січня 2017 року на 68-му році життя.

## Титули і досягнення

### Командні
- Чемпіон Фінляндії (4):

«ТПС»: 1971, 1972
«ГІК»: 1973, 1978

### Особисті
- Футболіст року у Фінляндії за версією журналістів (1):

1972
- Футболіст року у Фінляндії за версією футбольної асоціації (2):

1972, 1978